# Aeropuerto de Almería
Luchthaven Almería (Spaans: Aeropuerto de Almería) is gelegen nabij de stad Almería (Andalusië), aan de zuidkust van Spanje aan de Middellandse Zee.

## Bereikbaarheid
De luchthaven ligt 10 kilometer ten oosten van het centrum van de stad aan het einde van de dubbele rijbaan de AL-12. De lokale buslijn 14 (elk half uur) is verbonden met het trein- en busstation in het centrum van de stad. De luchthaven van Almería is bereikbaar met de auto vanaf de A7.

## Externe link

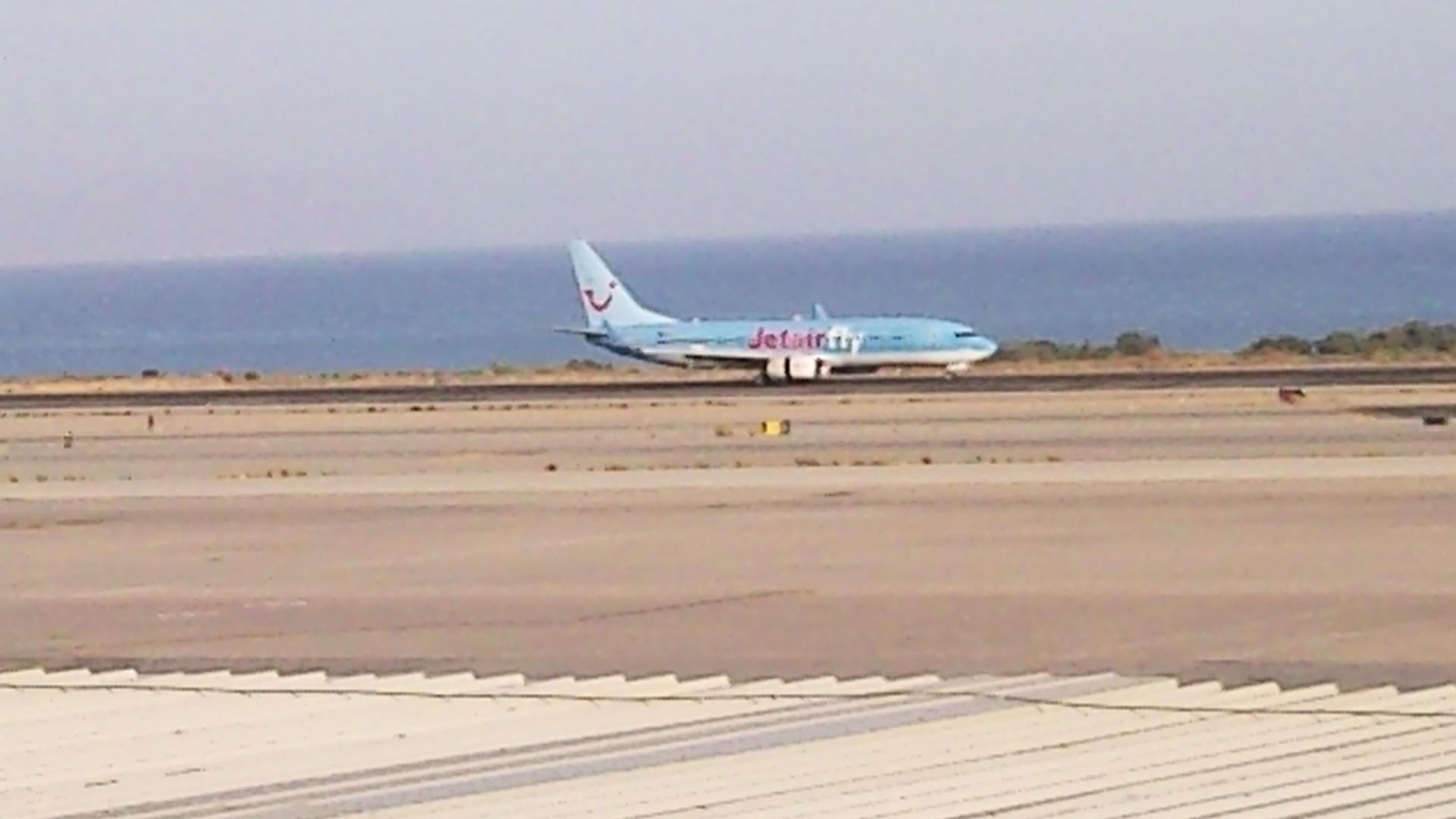
Jetairfly-toestel vliegend voor Thomas Cook landt na een vlucht uit Brussel